# جامعة الإنسانيات الحديثة
جامعة الإنسانيات الحديثة (بالإنجليزية: Modern University for the Humanities)‏ هي جامعة، تأسست في 1991، في روسيا.